# صوت عالي الدقة
الصوت عالي الدقة ( صوت عالي الدقة) هو مصطلح فني وتسويقي للصوت بأكثر من معدل عينة 4 4,100 Hz أو أعلى من عمق البت الصوتي 16 بت. يشير عادة إلى 96 أو 192 معدلات عينة كيلوهرتز.
بدأ البحث في الصوت عالي الدقة في أواخر الثمانينيات، وأصبح المحتوى الصوتي عالي الدقة متاحًا في السوق الاستهلاكية في عام 1996.

## تعريفات

النطاق الديناميكي التقريبي وعرض النطاق الترددي لبعض تنسيقات الصوت عالية الدقة

يستخدم الصوت عالي الدقة عمومًا للإشارة إلى ملفات الموسيقى ذات تردد العينات العالي و/ أو عمق البت عن الصوت الرقمي المضغوط، والذي يعمل على 44.1 كيلو هرتز / 16 بت.

## التاريخ
واحدة من أولى محاولات تسويق الصوت عالي الدقة كانت High Digital Compatible Digital في عام 1995. وتلا ذلك ثلاثة تنسيقات أخرى للأقراص الضوئية تدعي التفوق الصوتي على CD-DA: DAD في عام 1998، وSACD في عام 1999، و DVD-Audio في عام 2000. لم يحقق أي منها تبنيًا واسع النطاق.
بعد ارتفاع مبيعات الموسيقى عبر الإنترنت في بداية القرن الحادي والعشرين، تم تقديم تنزيلات صوتية عالية الدقة بواسطة HDtracks  ابتداءً من عام 2008.
محاولات أخرى لتسويق الصوت عالي الدقة على قرص ضوئي متبوعًا مع Pure Audio بلو راي في عام 2009، وHigh Fidelity Pure Audio في عام 2013. زادت المنافسة في مجال البيع بالتجزئة الصوتي عالي الدقة عبر الإنترنت في عام 2014 مع الإعلان عن خدمة نيل يونغ.